# Trikuspidalna atrezija
Trikuspidalna atrezija je srčana mana, koja se karakteriše nepostojanjem trikuspidalnog (trolistnog) zaliska i popratnom hipoplazijom desne srčane komore. Činii 1 do 3% svih urođenih srčanih mana, i može često biti udružena sa drugim pratećim anaomalijama koje uključuju — pretkomorski septalni defekt, komorski septalni defekt, duktus arteriozus i transpoziciju velikih arterija.
Klinički znaci bolesti su cijanoza, popuštanje srca i srčani šumovima koji zavise od popratnih anomalijama. Dijagnoza se postavlja ehokardiografijom ili kateterizacijom srca. Terapija zahteva hirurški tretman i profilaksu endokarditisa.

## Alternativni nazivi
Tri atrezija — Poremećaj funkcije srčanih ventila - trikuspidna atrezija — Kongenitalno srce - trikuspidna atrezija — Cijanotična bolest srca - trikuspidna atrezija

## Epidemiologija
Morbiditet
Trikuspidna atresija je neobičan oblik urođene bolesti srca, koja se na globalnom nivou javlja u 5 noovorođenčadi na svakih 100.000 živorođenih. Jedan od pet osoba sa ovom anomalijom imaće i druge probleme sa srcem.
Prema podacima iz Sjedinjenih Američkih Država učestalost trikuspidalne atresije na autopsijama kreće se oko 2,9%.
Na globalnom nivou trikuspidalna atrezija čini 1 do 3% svih urođenih srčanih mana.
Oblici
Najčešći oblik atrezije (u oko 50% slučajeva) je komorski defekt septuma i pulmonalna stenoza u kojoj je protok krvi kroz pluća smanjen. Na nivou pretkomora javlja se desno–levi šant, a kao glavni uzrok bolesti je nedovoljna oksigenacija krvi i cijanoza zbog mešanja venske i arterijske krvi. 
- U oko 50% slučajeva komorski defekt septuma i pulmonalna stenoza
- U oko 30% slučajeva,  transpozicija velikih arterija, uz normalno izlazište plućne arterije

U drugu grupu po učestalosti (u oko 30% slučajeva), spada transpozicija velikih arterija, uz normalno izlazište plućne arterije. Krv u pluća kod ove anomalije dolazi neposredno iz leve komore, dovodeći do popuštanja rada srca.
Populacija, pol i starosna dob
- Nijedna rasna predispozicija nije očigledna.
- U odnosu na sve oblike trikuspidne atresije, ne postoji polna predispozicija.
- Anomalija je kongenitalna i evidentna na rođenju.

## Patofiziologija
Kod zdravih osoba, krv dotiče iz tela u desnu pretkomoru, zatim kroz trikuspidalni (trolistni) zalistak prelazi u desnu komoru, a iz nje u pluća. Ako se trikuspidalni zalistak ne otvori, krv ne može da cirkuliše iz desne pretkomor u desnu komoru, što posledično onemogućava kretanje krvi ka plućima, u kojima se vrši oksigenacija krvi. 
Umesto toga, krv prolazi kroz otvor između desne i leve pretkomore, i u levoj pretkomori se meša sa krvlju bogatom kiseonikom koja se vraća iz pluća. Ova mešavina — krvi bogate kiseonikom sa krvlju koja nije obogaćena kiseonikom, potom se ispumpava u telo iz leve srčane komore. To dovodi do toga da je nivo kiseonika u krvi koje srce šalje u telo manji od normalnog.
Kod osobe sa trikuspidalnom atresijom, krv u pluća dospeva ili kroz otvor između desne i leve komore, ili kroz održavanje fetalnog krvotoka, zvanog duktus arteriozus, koji kod fetusa povezuje plućnu arteriju sa aortom i obično se zatvara sam od sebe neposredno nakon rođenja.

## Klinička slika
Bolest se kod dece manifestuje odmah nakon porođaja, u obliku teške cijanoze. 
Nakon 4 do 6 nedelje od rođenja. mogu se javiti znaci popuštanja srca (tahipneja, dispneja pri hranjenju, slabo napredovanje u težini, dijaforeza).
Dugotrajna cijanoza može izazvati stvaranje batičastih derformiteta prstiju.

## Dijagnoza
Dijagnozu se postavlja na osnovi kliničkog pregleda, RTG nalaza i EKG–a a potvrđuje dvodimenzionalnom ehokardiografijom, prikazom protoka u boji i klasičnim Doplerom.

### Fizikalni pregled
Fizikalnim pregledom se obično otkriva jedinstveni S2 i holosistolički ili rani sistolički šum jačine 2 do 3/6 zbog komorskog defekta septuma, uz levu ivicu grudne kosti.
Na gornje levoj ivici grudne kosti može postojati sistolički šum pulmonalne stenoze ili trajni šum otvorenog duktusa arteriozusa. 
Ako postoji pulmonalna stenoza sistoličko strujanje se retko palpira. Ako je protok krvi kroz pluća povećan, retko se čuje apikalno dijastolično brujanje

### Slikovne metode
Radiografija
Kod najčešćeg oblika, rendgenske slike prikazuje normalno ili malo povećano srce, povećanje desne pretkomore i smanjen srčanosudovni plućni crtež. Ponekad je srčana senka nalik onoj kod Fallotove tetralogije (srce oblika čizme s konkavnim segmentom plućne arterije). 
Kod dece s transpozicijom velikih krvnih sudova srčanosudovni plućni crtež može biti naglašen, uz kardiomegaliju. 
EKG
Na elektrokardiogramu se uočava skretanje srčane osovine ulevo (između 0° i –90°) i hipertrofija leve srčane komore. Takođe je česta hipertrofija desne pretkomore ili kombinovana hipertrofija pretkomora.
Kateterizacija srca
Za dodatno utvrđivanje anatomskih odnosa pre hirurškog zahvata obično je potrebna kateterizacija srca.

## Terapija
Kod jako cijanotične novorođenčadi primenjuje se infuzija prostaglandina E1 (početna doza 0,05 do 0,1 μg/kg/min intravenski) za sprečavanje zatvaranja ili otvaranje suženog duktusa pre planirane kateterizacije ili hirurške korekcije.
Prethodna terapija
Pretkomorska septostomija pomoću balon katewtera (Rashkindov zahvat) može se izvesti kao deo prethodne kateterizacije kako bi se ublažilo desno–levi šant kad je međupretkomorska komunikacija neodgovarajuća. 
Kod neke dece, sa transpozicijom velikih krvnih sudova i znacima popuštanja srca, potrebna je farmakoterapija (npr diureticima, digoksinom, ACE inhibitori).
Konačna terapija
Konačnu korekcija anomalije moguće je izvršiti hirurškim zahtom u više navrata:
- Odmah nakon rođenja — Blalock–Taussigov šantom (povezivanje sistemske i plućne cirkulacije pomoću cevčice od Gore–Texa)
- U uzrastu od 4 do 8 meseci — dvosmernim Glennov šantom (anastomoza gornje šuplje vene i desne plućne arterije) ili delimični zahvat po Fontanu (razdvajanje krvi iz gornje šuplje vene i srednjeg dela plućne arterije preko anastomoze između desne aurikule i plućne arterije i šavom u gornjem delu desne pretkomore).[6][7][8]
- U uzrastu od 2 godine — modifikovanim zahvatom po Fontanu.

Profilaksa
Svim bolesnicima je potrebno davati profilatičku terapiju protiv endokarditisa, npr. pre zubarskih i hirurških zahvata, jer nakon njih je moguć nastanak bakterijemije, bez obzira na to da li je obavljena prethodna hirurška korekcija ili ne.

## Komplikacije
Moguće komplikacije mogu uključivati:
- Nepravcilne, brze srčane ritmove (aritmije)
- Hronična dijareja (kao posledica bolešću koja se naziva enteropatija zbog gubitka proteina)
- Otkazivanje srca
- Pojavu tečnosti u trbuhu (ascites) i u plućima (pleuralni izliv)
- Blokiranje veštačkog šanta
- Komplikacije na nervnom sistemau i drugim organima
- Iznenadnu srčanu smrt.[9]

## Prognoza
U većini slučajeva, operacija će poboljšati stanje. Na osnovu podataka iz literature, hirurški postupak je povećao ranu stopu preživljenja u > 90% slučajevas ili u uzrastu od: 
- 1 meseca 85%
- 5 godina 80%
- 10 godina 70%

## Spoljašnje veze
- Trikuspidna atrezija kod deteta, dece, postavljanje dijagnoze, lečenje, terapija, prognoza

|  | Molimo Vas, obratite pažnju na važno upozorenje u vezi sa temama iz oblasti medicine (zdravlja). |